# 藤原定能
藤原 定能（ふじわら の さだよし）は、平安時代後期から鎌倉時代前期にかけての公卿。藤原北家道綱流、藤原季行の次男。官位は正二位・権大納言。樋口または二条と号す。琵琶で名高い。

## 経歴
仁平2年（1152年）、従五位下に叙爵。右兵衛権佐、近衛少将・中将といった武官や、播磨国・加賀国・丹後国の権介といった地方官を歴任する。専ら後白河院の近臣として活動し、安元2年（1176年）には院の推挙により蔵人頭に任官する。これは位階上位にあった藤原雅長らを凌駕する異例の人事であり、定能と義兄弟の関係にあった右大臣・九条兼実（季行女兼子は兼実の妻、良通、良経などの母）さえも「希代」のことと評した。治承3年（1179年）正月には参議に任ぜられて公卿に列すが、同年11月に発生した治承三年の政変の後、院近臣の一人として左近衛権中将の官職を解任されている。この間の、治承2年（1178年）には高倉天皇の石清水八幡宮及び賀茂神社への行幸において行事を務め、その功により治承5年（1181年）に従三位に叙せられている。
その後も寿永3年（1184年）に従二位・権中納言、文治5年（1189年）には正二位・中納言と順調に昇進する。建久5年（1195年）には権大納言に至り、道綱流では最も高位に昇った人物となった。建久9年（1198年）に子・資家の右近衛少将任官と引き替えに権大納言を辞職。建仁元年（1201年）に出家し、法名を定阿と称した。

## 系譜
- 父：藤原季行
- 母：藤原宗能の娘
- 妻：源通家の娘
  - 男子：藤原親能（1169-1207）
  - 男子：藤原定季（1173-1234）
  - 男子：藤原資家（1182-1256）
  - 男子：定乗
  - 女子：粟田口忠良室
  - 女子：坊門信清室
  - 女子：源定忠室
  - 女子：源兼忠室 - 嘉陽門院斎院宣旨
  - 女子：大宮局 - 後鳥羽院後宮、尊円法親王生母、宜秋門院女房対御方
- 妻：藤原顕憲の娘
  - 男子：定玄（1171-1247）
- 妻：源資賢の娘
- 生母不明の子女
  - 男子：定観
  - 女子：斎院女房宣旨
  - 女子：殷富門院六条局
  - 女子：持明院家行室
  - 女子：順徳院女房大納言局

その子孫は二条家や平松家となったが、いずれも室町時代に至り断絶している。